# Plagiochila inouei
Plagiochila inouei là một loài rêu trong họ Plagiochilaceae. Loài này được Grolle mô tả khoa học đầu tiên năm 1979.